# Congrès panafricain
Pour le parti politique sud-africain, voir Congrès panafricain d'Azanie.
Pour un article plus général, voir Panafricanisme.
Les Congrès panafricains sont une série de congrès qui se sont tenus à partir de 1919, faisant suite à la première conférence panafricaine (en) de 1900. Ils sont destinés à l'origine à traiter les problèmes auxquels l’Afrique est confrontée du fait de la colonisation européenne. Les Congrès panafricains militent d'abord pour la décolonisation en Afrique et aux Antilles, une revendication fondamentale étant de mettre fin au régime colonial et à la discrimination raciale et d'exiger le respect des droits de l’homme et l’égalité des chances économiques. Les manifestes présentés par les Congrès panafricains comprennent des revendications politiques et économiques.
Le congrès de 1945, considéré comme le plus important,, marque les débuts du panafricanisme militant.

## La conférence panafricaine de 1900

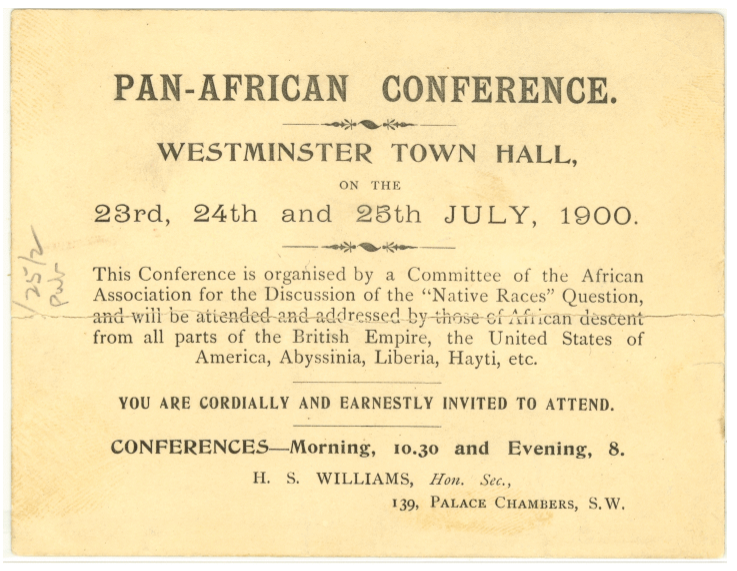
Invitation à la Pan-African Conference, Londres, 23–25 juillet 1900.

La première conférence panafricaine, organisée par l'avocat trinidadien Henry Sylvester-Williams, se tient à Londres du 23 au 25 juillet 1900 en même temps que l'Exposition universelle de Paris. Elle réunit trente-sept délégués et dix participants ou observateurs. W. E. B. Du Bois et Bénito Sylvain y sont présents. La conférence appelle à lutter contre le racisme, à associer les colonisés aux gouvernements en Afrique et aux Antilles britanniques et à accorder des droits nouveaux aux afro-américains.
Elle adopte aussi la fameuse « Adresse aux Nations du Monde », rédigée par Du Bois, lequel incarne, à partir de ce moment et jusqu'à sa mort, la continuité du mouvement panafricain. C'est cette conférence qui popularise le terme « panafricain »,,.
Du Bois lance à la suite la série des « congrès » (terme qu'il préfère et qu'il réussit à imposer face à celui de « conférence ») panafricains.

## Premier congrès

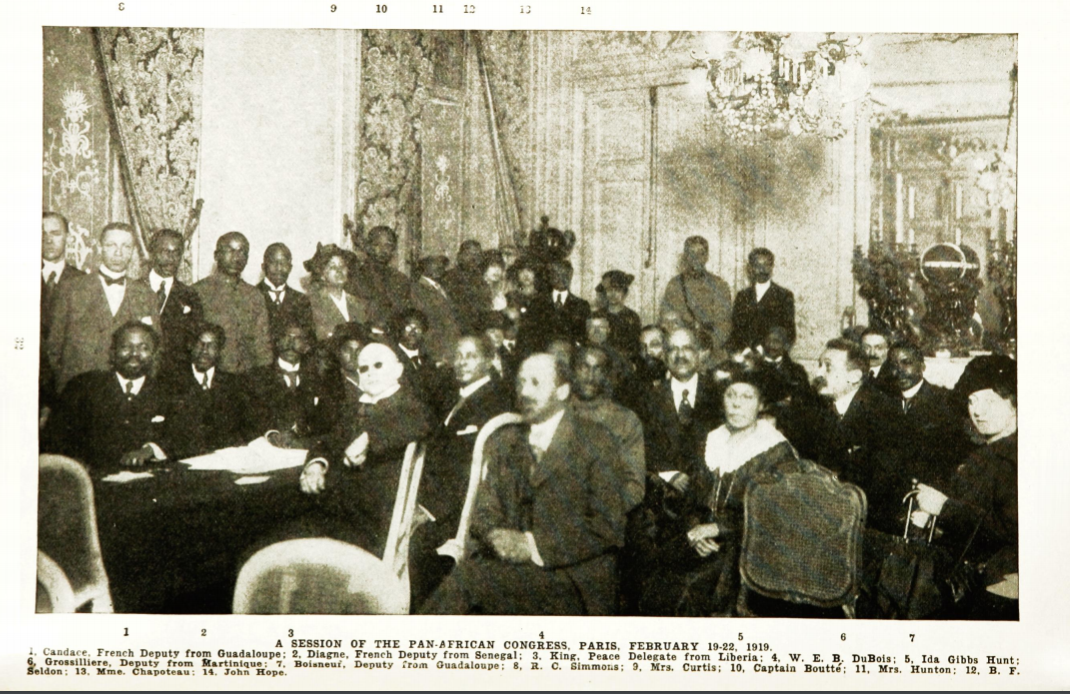
Congrès panafricain de Paris, du 19 au 22 février 1919.

En février 1919, le premier congrès panafricain est organisé à Paris, au Grand Hôtel, par W. E. B. Du Bois et Ida Gibbs Hunt, femme du consul américain William Henry Hunt. Il réunit cinquante-sept délégués représentant quinze pays ; il y a moins de participants que prévu car les gouvernements anglais et américains refusent des passeports à leurs ressortissants. Le but principal est d'adresser une pétition aux nations alliées à l'occasion de la conférence de Paris, organisée par les vainqueurs de la Première Guerre mondiale, afin d'attirer leur attention sur l'oppression politique et économique des peuples colonisés. Parmi les demandes de la pétition, figure celle que les Alliés administrent les territoires africains sous forme d'un condominium et que les Africains soient associés aux gouvernements de leurs pays.
Parmi les délégués on compte des « figures connues » telles que Blaise Diagne (député du Sénégal, qui avait intercédé auprès de Georges Clemenceau pour faire autoriser le congrès), Gratien Candace et Charles D. B. King (ce dernier assiste aussi à la conférence des Alliés en tant que président de la république du Liberia).

## Deuxième congrès

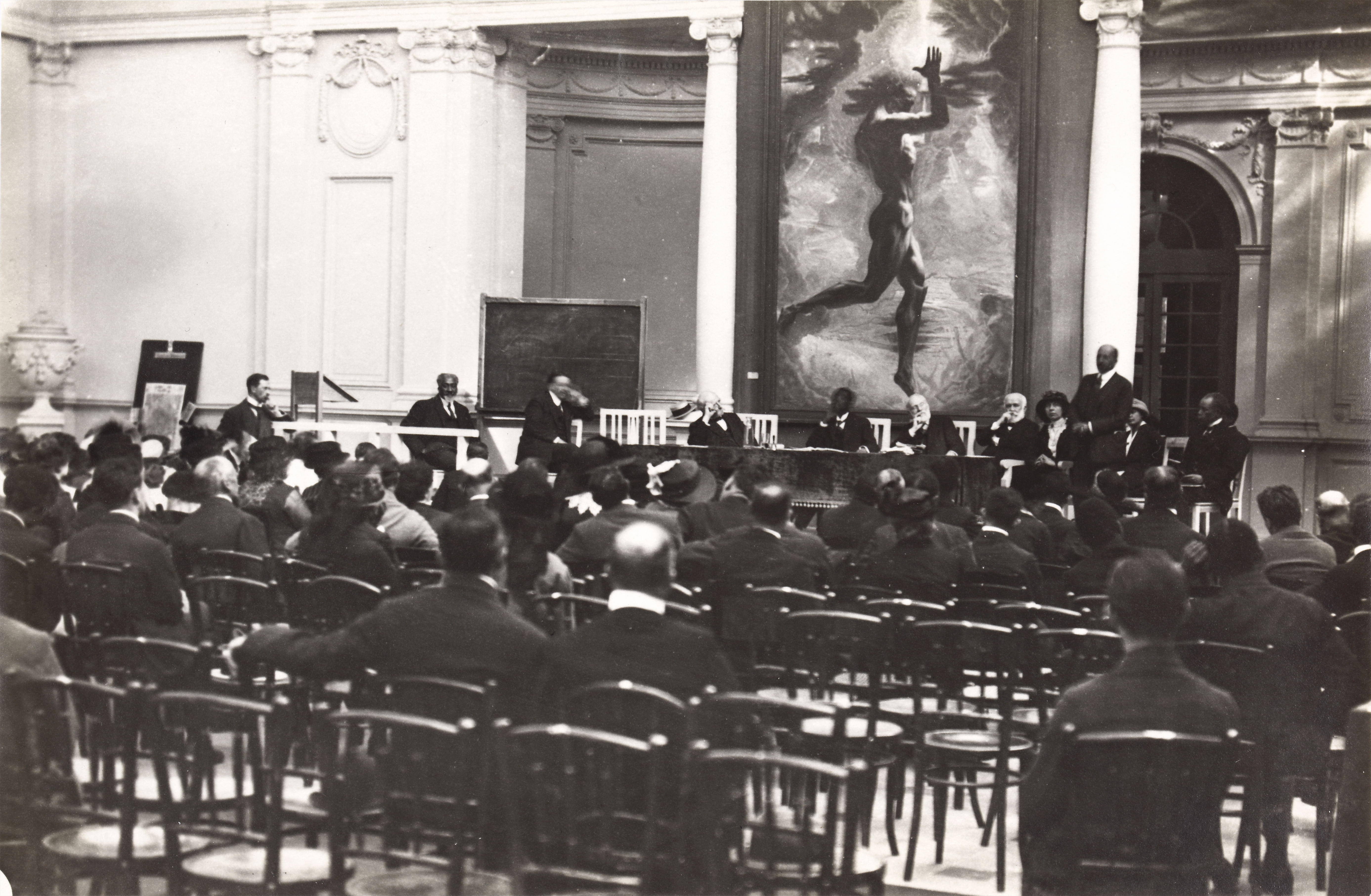
Deuxième congrès panafricain, session au Palais Mondial, Bruxelles, 1921.

En 1921, sous l'égide de la NAACP, le deuxième congrès panafricain se réunit en plusieurs sessions à Londres, Bruxelles et Paris entre le 28 août et le 6 septembre. Vingt-six groupes différents et cent treize délégués y représentent plusieurs colonies et pays d'Afrique dont le Maroc, plusieurs pays d'Europe, les États-Unis, les Philippines et Annam (actuel Vietnam). Il est centré autour des questions relatives à l'inégalité raciale, aux obstacles à l’évolution de l'Afrique et à l'auto-gouvernance africaine.
La résolution de la session de Londres est publiée par W. E. B. Du Bois dans le magazine The Crisis, l'organe de la NAACP,. On y lit ceci :

« L'Angleterre, avec sa pax britannica, ses cours de justice, son commerce, et sa reconnaissance apparente et partielle des lois et coutumes autochtones, a néanmoins systématiquement encouragé l'ignorance parmi les autochtones, les a réduits en esclavage et continue de les asservir, elle a refusé de former les hommes noirs et bruns au véritable gouvernement autonome, de reconnaître le peuple noir comme civilisé, ou d'accorder aux colonies peuplées de gens de couleurs les droits au gouvernement autonome qu'elle accorde librement aux hommes blancs,. »

Ce congrès connaît cependant de nombreuses divergences telles celles portées par Blaise Diagne, représentant le Sénégal, et Gratien Candace, représentant guadeloupéen, tous deux élus à la Chambre des députés française, qui trouvent la déclaration de Londres (le London Manifesto) trop extrémiste et soutiennent la politique coloniale de la France, à l'inverse de Du Bois qui, sans parler encore explicitement d'indépendance, réclame plus de droits dans les gouvernements pour les autochtones et est opposé à la politique « d'assimilation » française,. On peut y voir les débuts d'une fracture entre anglophones et francophones, qu'on retrouve au congrès suivant de 1923.

## Troisième congrès
Le troisième congrès se tient à Londres et à Lisbonne en novembre et décembre 1923. Son organisation souffre d'improvisation, le nombre de délégués est plus faible que précédemment, et il connaît des dissensions, notamment entre les participants francophones et anglophones. Le congrès aborde des sujets généraux, par exemple le développement de l'Afrique pour les Africains, mais aussi une série de sujets spécifiques : condamnation de l'exploitation « forcenée  [sic] » au Congo belge, recrutement forcé de travailleurs en Afrique portugaise, expropriations foncières en Afrique du Sud, en Rhodésie et au Kenya, condamnation des lynchages aux États-Unis…
La session de Lisbonne est marquée par la forte présence des représentants de l'empire portugais. Elle contribue à faire connaître le sort des Noirs américains.

## Quatrième congrès
Grâce à une mobilisation de fonds initiée par une association américaine de femmes noires, le quatrième congrès se tient à New York en août 1927. Il réunit deux-cent huit délégués représentant treize pays et est suivi par cinq mille auditeurs. Il reprend pour l'essentiel les conclusions du précédent, mais son contenu est aussi tourné vers les rapports entre panafricanisme et communisme. En effet, à Bruxelles, en février de la même année, la « question noire » avait été abordée lors d'un rassemblement d'obédience communiste, organisé par la « Ligue contre l’impérialisme et pour l’indépendance nationale ». À cette occasion, une commission spéciale avait été mise en place et une résolution particulière votée, visant à « libérer la race nègre partout dans le monde ». Lors du congrès, Du Bois loue la politique menée par les communistes russes à l'égard des nationalités de l'ancien empire tsariste. Une collusion entre panafricanisme et communisme est alors invoquée par les détracteurs, qui notent qu'auparavant les communistes qualifiaient le panafricanisme de « nationalisme petit-bourgeois ». Le congrès est analysé comme ayant fait prendre au mouvement un tournant socialiste, en demandant que les travailleurs blancs le soutiennent et que les syndicats mettent un terme à leurs pratiques d'exclusion,.
La crise économique mondiale et la Seconde Guerre mondiale entraînent la suspension de la série des congrès ; il faudra attendre dix-huit ans pour que se tienne le cinquième congrès.

## Cinquième congrès

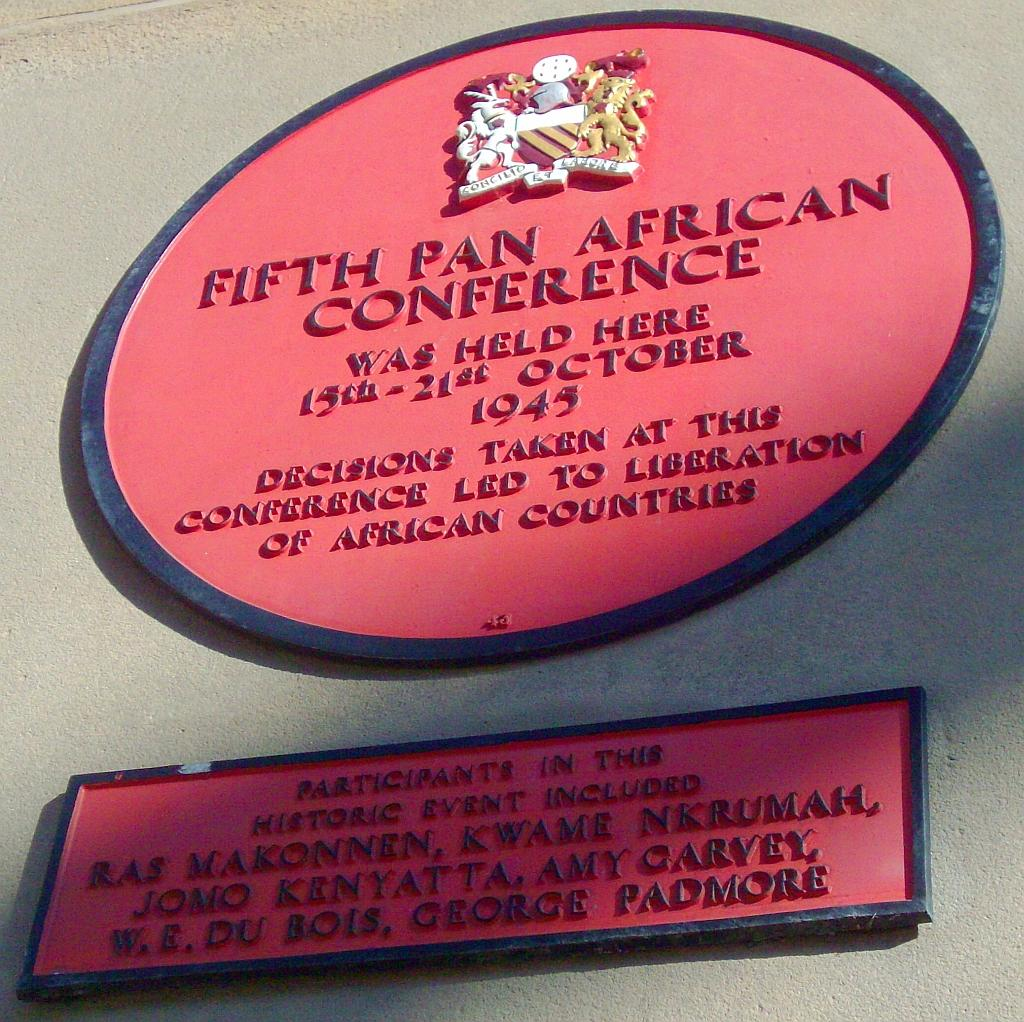
Plaque commémorant le cinquième congrès panafricain à Manchester.

Le cinquième congrès panafricain, dont les chevilles ouvrières sont Kwame Nkrumah et George Padmore,,,, un marxiste né dans les Antilles britanniques, se tient à Manchester, du 15 au 21 octobre 1945 ; il s'inscrit dans un contexte où la guerre contre le fascisme avait déligitimé à tout jamais le colonialisme et il fait suite à la création, en cette même ville, de la Fédération panafricaine (en) en 1944. Il est marqué par la présence de Kwame Nkrumah, Jomo Kenyatta et Hastings Banda qui seront des figures majeures de l'indépendance  puis présidents de leurs pays, respectivement le Ghana, le Kenya et le Malawi, et le marxiste panafricain Bankole Awoonor-Renner. La présidence est confiée à W. E. B. Du Bois, âgé de 77 ans, figure historique des précédents congrès.
Les précédents congrès avaient largement été le fait de la classe moyenne noire britannique et américaine. Différemment, le congrès de Manchester est dominé par des délégations venues d'Afrique et par des Africains travaillant ou étudiant en Grande-Bretagne. Les participants, parmi lesquels les afro-américains sont moins nombreux qu'auparavant, sont représentatifs d'une nouvelle génération qui prendra le pouvoir dans les futurs pays indépendants. Un tournant idéologique se produit à Manchester, le ton devient plus militant et l'exigence d'indépendance apparaît dans les propos,. Selon Du Bois, Nkrumah « jeta dans les limbes les aspirations gradualistes de nos classes moyennes et intellectuels africains et exprima la volonté d’indépendance solide et réaliste de nos travailleurs, syndicalistes, fermiers et paysans qui furent représentés de manière décisive à Manchester. »
Le manifeste du cinquième congrès panafricain inscrit ses exigences politiques et économiques dans un nouveau contexte mondial de coopération internationale, issu de « la terrible épreuve de la guerre de libération contre le fascisme », plusieurs résolutions sont adoptées, parmi lesquelles la demande de criminalisation de la discrimination raciale ; la résolution principale critique l'impérialisme et le capitalisme. A la suite de ce congrès se forme le Secrétariat national ouest-africain.
C'est le dernier congrès à se réunir hors du continent africain.

## Sixième congrès
Le sixième congrès se tient en juin 1974, à Dar es Salam, en Tanzanie.
Depuis sa création en 1963, de nombreux militants panafricanistes critiquent la politique de l'Organisation de l'unité africaine, jugée en retrait quant au panafricanisme. Ainsi, dans les années 1970, des efforts sont déployés pour relancer le mouvement. La décennie est marquée par les mouvements de libération en Angola, au Mozambique, en Guinée-Bissau, au Zimbabwe et en Afrique du Sud et le sixième congrès entend apporter son soutien à ces mouvements usant de la lutte armée, considérant que la marche vers l'équité sur le continent est entravée par les répressions, les coups d'État et les assassinats, tel celui de Patrice Lumumba.

## Septième congrès
Le sixième congrès avait annoncé que le septième se déroulerait trois ans plus tard en Libye. Mais l'ingérence de Mouammar Kadhafi dans les affaires intérieures des pays africains amène à une annulation. Le septième congrès se tient finalement du 3 au 8 avril 1994 à Kampala, en Ouganda, autour du militant nigérian Tajudeen Abdul-Raheem, accueillant huit-cents délégués et deux mille participants. Il se déroule sur fond d'impuissance de l'OUA à empêcher le génocide rwandais mais aussi sur fond de la fin de l'apartheid en Afrique du Sud.
Le président ougandais, Yoweri Museveni, ouvre le congrès en donnant une définition extensive de la notion d'« Africain », qui inclut la diaspora et les Blancs installés durablement sur le continent. Cependant, lorsque la question des « réparations » est abordée,, en relation avec la déclaration d'Abuja de 1993,, cela donne l'occasion à des sentiments « anti-arabes » de s'exprimer, au motif que les arabes avaient opprimé les Africains. La résolution finale du congrès passe finalement cet aspect sous silence.

## Huitième congrès
En 2014, à Johannesbourg, est organisé, du 14 au 16 janvier, un huitième congrès panafricain ; il accueille 160 participants de vingt pays. Sa mise en place est controversée, les organisateurs ayant écarté les représentants officiels des États, considérant que le congrès de Kampala avait été confisqué par le gouvernement ougandais, et ayant souhaité de même que les pays « arabo-africains »  ne soient pas représentés, aux motifs de l'esclavage et du racisme arabes, bien antérieurs à ceux des Européens,. À ce titre, les pays arabes, y compris ceux géographiquement situés sur le continent africain, sont considérés comme devant participer aux réparations envers les Africains au même titre que les Européens. Ses détracteurs lui dénient le droit de porter le nom de « congrès » panafricain, considérant qu'il viole l'esprit d'origine porté par W. E. B. Du Bois : « pas un congrès dans l'esprit de Du Bois ».
En 2015, du 5 au 7 mars, à Accra, est organisé un huitième congrès panafricain concurrent,,, se réclamant l'héritier des congrès initiés par Du Bois et déniant explicitement ce titre au congrès de Johannesbourg.

## Repères chronologiques
| Année                                                              | Évènement                                                                                  | Lieu                      |
| ------------------------------------------------------------------ | ------------------------------------------------------------------------------------------ | ------------------------- |
| 1897                                                               | Fondation de l'African Association                                                         | Londres                   |
| 1900                                                               | Première conférence panafricaine                                                           | Londres                   |
| 1909                                                               | National Association for the Advancement of Colored People (NAACP)                         | New York                  |
| 1914                                                               | Fondation de l'Universal Negro Improvement Association (UNIA)                              | New York                  |
| 1919                                                               | Premier congrès panafricain                                                                | Paris                     |
| 1921                                                               | Deuxième congrès panafricain                                                               | Londres, Bruxelles, Paris |
| 1923                                                               | Troisième congrès panafricain                                                              | Londres, Lisbonne         |
| 1927                                                               | Quatrième congrès panafricain                                                              | New York                  |
| 1944                                                               | Recréation de la Fédération panafricaine                                                   | Manchester                |
| 1945                                                               | Cinquième congrès panafricain                                                              | Manchester                |
| 1974                                                               | Sixième congrès panafricain                                                                | Tanzanie                  |
| 1977                                                               | Forum Transafrica                                                                          | Washington D.C            |
| 1994                                                               | Septième congrès panafricain                                                               | Kampala                   |
| 2004                                                               | Global Afrikan Congress                                                                    | Paramaribo                |
| 2006                                                               | Conférence Internationale sur les Réparations Panafricaines pour une Justice Mondiale      | Accra                     |
| 2014                                                               | Décennie internationale des personnes d'ascendance africaine des Nations unies (2015-2024) |                           |
| 2014                                                               | Huitième congrès panafricain (controversé)                                                 | Johannesbourg,            |
| 2015                                                               | Huitième congrès panafricain                                                               | Accra                     |
| D'après INOSAAR, Université d'Édimbourg sauf indication contraire. |                                                                                            |                           |

### Citations originales
1. ↑  (en) « England, with all her Pax Britannic, her courts of justice, established commerce, and a certain apparent recognition of Native laws and customs, has nevertheless systematically fostered ignorance among the Natives, has enslaved them, and is still enslaving them, has usually declined even to try to train black and brown men in real self-government, to recognise civilised black folk as civilised, or to grant to coloured colonies those rights of self government which it freely gives to white men. »
2. ↑  (en) « (a) black Africans south of the Sahara (b) Africans who live in North Africa who had migrated from other continents and have made their home in Africa (c) Dispersed Africans in the Americas, Asia, Europe and the Pacific (d) white settlers in Africa who have decided to settle permanently and make their home in Africa and (e)those who are ideologically attuned to the struggle for dignity by African people everywhere »
3. ↑  (en) « not a Congress within the Dubois tradition[45]. »